# Aglaia unifolia
Aglaia unifolia är en tvåhjärtbladig växtart som beskrevs av P.T. Li & X.M. Chen. Aglaia unifolia ingår i släktet Aglaia och familjen Meliaceae. Inga underarter finns listade i Catalogue of Life.